# Eligmocarpus cynometroides
Genre
Espèce
Classification phylogénétique
Statut de conservation UICN

CRB1ab(iii,v); C2a(i,ii); D : 
En danger critique
Eligmocarpus cynometroides  est une espèce de plantes à fleurs dicotylédones de la famille des Fabaceae, sous-famille des Caesalpinioideae, originaire de Madagascar. C'est l'unique espèce acceptée du genre Eligmocarpus (genre monotypique).
Cette espèce d'arbres, endémique du sud de Madagascar, est hautement menacée d'extinction. Lors d'une étude réalisée en 2012, on n'a recensé que 21 exemplaires d'arbres adultes, sans aucun signe de régénération. Les menaces qui pèsent sur cette espèce sont de trois ordres : réduction et fragmentation de son habitat du fait de l'activité humaine, surexploitation des arbres pour leur bois apprécié comme matériau de construction, combinaison de particularités biologiques (production de graines insuffisante, faible taux de germination des graines, difficulté d'établissement des plantules)